# Zehriad Vikić
Zehriad Vikić (Rijeka, 13. svibnja 1976. – Julijske Alpe, 16. prosinca 2007.), hrvatski alpinist, speleolog i član GSS-a. 
Bio je član speleološkog društva 'Pauk', Fužine.  
Zehriad Vikić kao član HIK-a Rijeka zajedno s Florijanom Tomcem u ekspediciji "Ande-Amazona 2000" osvaja 5.822 visoki vrh u Andama, El Misti, a sudjeluje i ekspediciji na Himalaje. Stradao je u Sloveniji u prosincu 2007. na Julijskim Alpama podno vrha Ponce, prilikom priprema za ekspediciju na Ande koju je trebao predvoditi u siječnju 2008. godine. 

## Vanjske poveznice
- Hrvatski planinar pronađen mrtav  Arhivirana inačica izvorne stranice od 20. prosinca 2007. (Wayback Machine)
- Ekspedicija "Ande-Amazona 2000"[neaktivna poveznica]
- Hrvatska invazija na mitski "El Capitan"[neaktivna poveznica]